# Justiniano José da Rocha
Justiniano José da Rocha (Rio de Janeiro, 8 de novembro de 1812 - 10 de julho de 1862), também conhecido como J. J. da Rocha, foi um jornalista, advogado, professor, tradutor, escritor e político brasileiro, do Segundo Império.

## Biografia
Fez seus primeiros estudos em Paris. Voltando ao Brasil em 1828 ingressa na Faculdade de Direito de São Paulo, onde bacharela-se em 1833.
De volta à Corte exerce a advocacia e, mais tarde, o magistério no recém-fundado Colégio Pedro II (cátedras de Línguas, Geografia e História) e na Escola Militar (lecionando Direito).
Ingressando na política elege-se deputado para os períodos de 1843-44 e 1850-56. Morre na cidade natal, aos 49 anos.

## Papel literário
Como escritor ficou conhecido por sua índole panfletária, em que sobressaía o jornalista, patente sobretudo na obra "Ação, Reação, Transação", de 1855.
Segundo Massaud Moisés, tem por mérito somente o fato de inserir-se dentre aqueles que inauguraram a prosa ficcional do romantismo no Brasil, com textos em que se apresenta a falta de habilidade par se tecer as tramas, motivo suficiente para mantê-las no esquecimento em que se encontram.
Como tradutor, contudo, verteu para o português grandes obras francesas, como O Conde de Monte Cristo, de Dumas (em 1845) ou Os Miseráveis, de Hugo (em 1862).

## Jornalismo "vendido"

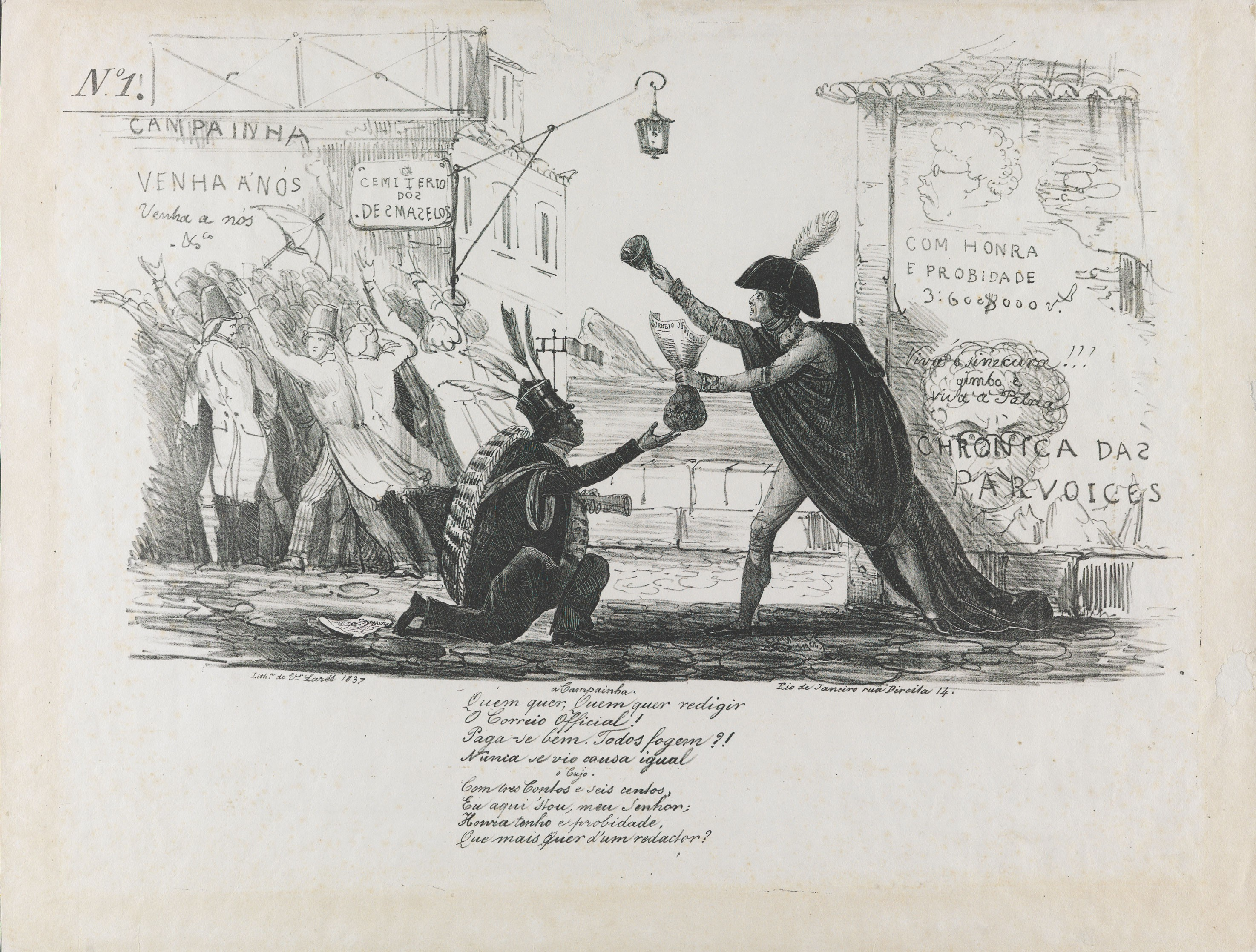
A primeira caricatura feita no Brasil, por Araújo Porto-Alegre, em 1837, retrata a cooptação da imprensa pelo governo na pessoa de Justiniano, retratado de joelhos a receber dinheiro.

A imprensa no Brasil conheceu um crescimento até então não visto, durante o período regencial. Em 1837 Manuel de Araújo Porto-Alegre publica a primeira caricatura do Brasil, retratanto as disputas que ocorrem no seio das Regências; a litografia mostra Justiniano José da Rocha - que fora contratado por grande salário para ser o redator do jornal Correio Oficial e, na gravura, aparece de joelhos recebendo um saco de dinheiro do governante.
Este seu papel subserviente ao poder de Justiniano foi paradigmático como símbolo de um setor da imprensa brasileira, como assinala Nelson Werneck Sodré: "Porta-voz conservador, pena alugada, Justiniano é apresentado, pela historiografia oficial, como nosso "maior jornalista", sem que, para isso, tivesse tido condições."
Werneck acrescenta ainda que foi ele o personagem típico do jornalismo da época, ocupando destaque na imprensa áulica. Foi apadrinhado por Paulino José Soares de Souza que, como ministro, julgara oportuno possuir o governo um jornal que se lhe prestasse à publicidade.
Dentre os periódicos fundados ou que participou Justiniano, contam-se O Atalante (1836), O Cronista (fundado junto a Josino do Nascimento Silva e Firmino Rodrigues da Silva para combater o Regente Feijó), O Brasil (períodico oficial do Partido Conservador, o Correio do Brasil, O Constitucional e, por fim, O Regenerador.